# 風の名はアムネジア
『風の名はアムネジア』（かぜのなはアムネジア）は、菊地秀行による日本のライトノベル。イラストは天野喜孝が担当している。ソノラマ文庫（朝日ソノラマ）より1983年10月に刊行された。
アニメーション映画として劇場公開されたほか、ラジオドラマ化もされている。

## あらすじ
アムネジアとは健忘（物忘れ）の意味であり、その名の通りある日突然吹いた一陣の風により人々が言語や知識を含めたすべての記憶を喪失するところから物語は始まる。文化や文明が崩壊した中、かつての大国であったアメリカ合衆国を横断する一人の少年の行方を追う。

## 登場キャラクター
ワタル
本作の主人公。「アムネジア」によって記憶を失った日本人の少年。他の人々同様野獣同然になっていたが、ジョニーと出会い、生体研究所の装置によりある程度の記憶を取り戻す。ジョニーの死後、約束を果たすためジープでアメリカ大陸を横断している。
ソフィア
サンフランシスコでガーディアンと戦うワタルの前に現れた銀髪の女性。触れるだけで記憶を失った人と語りかけたり、機械を破壊するなどの能力を持つ。「アムネジア」の風が吹いた原因を知っているようであるが…
ジョニー
生体研究所で頭の手術を受けたおかげで「アムネジア」の風が吹いた後も記憶を失うことがなかった車椅子の少年。装置を使ってワタルの記憶を取り戻し、生活の知恵や車の運転の仕方、さらに銃の使い方を教えた。世界がどのような状況に陥っているかワタルに告げた後に絶命する。
スー
ロサンゼルスで「砕き飲み干すモノ」の生け贄から逃れてきた少女。追っ手に追いかけられていたが、リトルジョンともにワタルに助けられる。ワタルは、一緒に旅に出ようとスーやリトルジョンを誘うが…
リトルジョン
ロサンゼルスでスーを助けようとした大男で、アムネジアの風が吹く前までは保安官だった。共に持っていた写真から記憶を失う前からスーとはなんらかの関係を持っていた模様。
司祭
「アムネジア」によって記憶を失ったが、偶然にも「砕き飲み干すモノ」の操り方を知り、集落をまとめ上げている男。敵味方関係なく「砕き飲み干すモノ」を使って人々を襲う。
シンプソン
「エターナルタウン」に住む初老の男性。ある時は医者、またある時は学生、そして清掃員…とワタルの前に現れる度に違った人物を演じている。
リサ
「エターナルタウン」に住む眼鏡をかけた少女。シンプソン同様看護婦や市長などさまざまな役を演じている。
兄弟
　ワタルの回想に登場。ごく普通の子供だが、アムネジアによって赤ん坊のようになってしまい、冷蔵庫の中の食料を食いあさっていた。野獣と化したワタルに食べていたソーセージを奪われ泣き叫んでいたが、その後は不明。

## 用語
ガーディアン
元々は対暴徒鎮圧用に作られたロボット。「アムネジア」によって操縦していたパイロットが死んだが、自動操縦装置が作動し、サーモグラフィーやGPSという追尾システムを駆使して記憶を失い野獣と化した人間を攻撃している。
大男
生体研究所で人体実験の手術を受けているさなか、「アムネジア」によって手術台に縛られた状態で放置された。それが原因で暴走し、人々を襲っている、全身にコードを纏っている男。念力で人を吹き飛ばしたり、地面を持ち上げる能力を持つ。ジョニーと対峙していたが、投石によって気がワタルの方向へ向いた隙にジョニーに射殺される。
砕き飲み干すモノ
元々は都市開発用に造られたロボット。複数のアームやいかなる地形・建物も平坦にするキャタピラ、さらに岩石破砕用レーザーを備えるなど戦闘能力が高い。ガーディアンと違い自動操縦はできず、また電源供給もコードを伝って受けている。
エターナルタウン
2010年の博覧会に備えて建設されたニュータウン。住居や病院、学校などを備え、それらはすべてビッグコンピューターによって管理されている。

## 既刊一覧
- 菊地秀行（著） / 天野喜孝（イラスト） 『風の名はアムネジア』 朝日ソノラマ〈ソノラマ文庫〉、1983年10月31日発売、ISBN 4-257-76260-8

## 映画
1990年12月22日公開。現在はDVDやバンダイチャンネル等で視聴できるほか、サウンドトラックも発売されている。

### あらすじ
199X年、ジープでアメリカ大陸を旅しているワタルは荒廃した夜中のサンフランシスコを走行中に言葉を聴く。そこへ向かうとガーディアンと呼ばれるロボットが記憶を無くした人間の集団を殺していた。ワタルはガーディアンと対峙し窮地に陥るが別の声が聞こえ、その指示通りにガーディアンを撃ち抜く。ワタルはその声の主であるソフィアが自分以上の知識を持っていることに驚き、アムネジアの風が吹く前後のこと、大男との対決とジョニーとの出会い、現在世界がどのような状況に陥っているか、ジョニーとの別れと旅立ちなど、これまでの経緯をソフィアに語り始める。ワタルとソフィアは共に旅をすることになったが、ソフィアは目的地のニューヨークまでに新たに仲間を作れるかという賭けを提案する。理由は定かではないが、ワタルはそれに同意する。
次の訪問地ロサンゼルスでワタルは追っ手に追いかけられていたスーと追っ手により負傷したリトルジョンを助ける。ソフィアの能力によりスーとリトルジョンの2人がなぜ追いかけられていたのかを知り2人を旅の仲間に加えようとするが、2人はワタルが祝い品を探しに行った隙にソフィアに保安官のバッジと写真を渡しその場を去る。後を追ったワタルは生け贄として捕らえられたスーを助けようと単身乗り込んだリトルジョンと住民との混乱に乗じて潜入に成功し、スーを助けようとするがスーは暴走した砕き飲み干すモノの攻撃によって命を落とす。ワタルは残されたリトルジョンに武器や道具の使い方を教え、リトルジョンが新たな集落の長になった姿を見届けてその場を去る。
ワタルとソフィアはラスベガスへ向かっている途中、自己修復をしたガーディアンの追尾を受ける。ワタルは手榴弾を使ってガーディアンを爆破するが、ジープごと崖から転落し意識を失う。ワタルが意識を回復すると、そこはエターナルタウンという街の病院のベッドの上だった。エターナルタウンにはシンプソンとリサが住んでいたが、2人は会うたびに人格が変わっていた。不思議に思ったワタルは再会したソフィアとともに市長に扮したリサになぜ演技をしているのか問いただす。リサとシンプソンはアムネジア以来街を管理するビッグコンピューターに操られており、ワタルとソフィアに対して武力を行使して街に残るよう脅すが、ソフィアの能力により失敗に終わる。ワタルはビッグコンピューターに操られていないリサとともに旅に出ることにするが、リサは旅に出ることを断ったシンプソンの身を案じて残ることを決意し、ワタルはリサを連れて行くことを断念する。
ラスベガスを通り、無事に目的地であるニューヨークに到着したワタルとソフィアであったが、そこで三たびガーディアンに襲撃される。追い詰められるワタルであったが、罠を駆使してガーディアンの完全破壊に成功するも意識を失う。そして目が覚めるとソフィアの正体が明かされ、アムネジアの風が吹いた経緯と賭けの結果を知ったワタルは最後の審判が下る前にソフィアと別れ、ジョニーとの約束を果たすべく再び旅立った。

### 声の出演
| キャラクター | 日本語版   |
| ------------ | ---------- |
| ワタル       | 矢尾一樹   |
| ソフィア     | 戸田恵子   |
| ジョニー     | 山口勝平   |
| スー         | 三田ゆう子 |
| リトルジョン | 郷里大輔   |
| 司祭         | 掛川裕彦   |
| シンプソン   | 阪脩       |
| リサ         | 日髙のり子 |
| ガーディアン | 佐藤正治   |

### スタッフ
- 原作 - 菊地秀行[4]
- 監督 - やまざきかずお[4]
- 監修 - りんたろう[4]、川尻善昭[4]
- 脚本 - やまざきかずお[4]、川尻善昭[4]、倉田研次[4]
- 設定 - 丸山正雄
- 作画監督 - 中村悟、高橋久美子、三原三千雄
- メカデザイン作画監督 - 仲盛文[3]
- ガーディアンデザイン - 天野喜孝
- 美術監督 - 小関睦夫[4]
- 撮影監督 - 石川欣一[4]
- 音響監督 - 三間雅文[3]
- 音楽 - KAZZ TOYAMA[4]
- プロデューサー - 栗山富郎[3]
- エクゼクティブ・プロデューサー - 久里耕介[3]
- アニメーション制作 - マッドハウス
- 製作 - ジャパンホームビデオ[3]